# Lista de primeiros-ministros da Iugoslávia
Esta lista mostra os primeiros-ministros do Reino dos Sérvios, Croatas e Eslovenos, do governo em exílio durante a invasão nazista e da República Socialista Federativa da Iugoslávia, da República Federal da Iugoslávia e do Estado da Sérvia e Montenegro que se dividia em República Federal da Sérvia e República Autônoma de Montenegro que se tornaram independentes; o primeiro ministro da República Federal da Sérvia, se tornou o primeiro-ministro da Sérvia independente e o primeiro-ministro da República Autônoma de Montenegro se tornou o primeiro-ministro de Montenegro independente, o que fez com que o Estado de Sérvia e Montenegro se extinguisse, junto com o cargo de primeiro-ministro em 2006.
| No Reino da Iugoslávia                           |                   |                                |                         |                         | |
| N/A                                              | Nikola Pašić      | Nikola Pašić (interino)        | 1 de Dezembro de 1918   | 22 de Dezembro de 1918  | Era o primeiro-ministro da Sérvia naquela época |
| 1                                                |                   | Stojan Protić                  | 22 de Dezembro de 1918  | 16 de Agosto de 1919    | Primeiro primeiro-ministro do recém formado Reino do Sérvios, Croatas e Eslovênios, que mudaria de nome para Iugoslávia, mais tarde                                                           |
| 2                                                |                   | Ljubomir Davidović             | 16 de Agosto de 1919    | 19 de Fevereiro de 1920 | |
| 3                                                |                   | Stojan Protić                  | 19 de Fevereiro de 1920 | 16 de Maio de 1920      | |
| 4                                                | Milenko Vesnić    | Milenko Vesnić                 | 16 de Maio de 1920      | 1 de Janeiro de 1921    | |
| 5                                                | Nikola Pašić      | Nikola Pašić                   | 1 de Janeiro de 1921    | 28 de Julho de 1924     | Segundo mandato. Constituição de Vidovdan adotada em 28 de junho de 1921. |
| 6                                                |                   | Ljubomir Davidović             | 28 de Julho de 1924     | 6 de Novembro de 1924   | Segundo mandato |
| 7                                                | Nikola Pašić      | Nikola Pašić                   | 6 de Novembro de 1924   | 8 de Abril de 1926      | Terceiro mandato |
| 8                                                |                   | Nikola Uzunović                | 8 de Abril de 1926      | 17 de Abril de 1927     | |
| 9                                                |                   | Velimir Vukićević              | 17 de Abril de 1927     | 28 de Julho de 1928     | |
| 10                                               |                   | Anton Korošec                  | 28 de Julho de 1928     | 7 de Janeiro de 1929    | |
| 11                                               |                   | Petar Živković                 | 7 de Janeiro de 1929    | 4 de Abril de 1932      | Primeiro-ministro do primeiro governo autoritário nomeado pelo Rei Alexandre I, durante a Ditadura de 6 de Janeiro. Condenado à morte in absentia em 1946.                                    |
| 12                                               |                   | Vojislav Marinković            | 4 de Abril de 1932      | 3 de Julho de 1932      | Anteriormente um membro (fundador) do Partido Democrata. |
| 13                                               |                   | Milan Srškić                   | 3 de Julho de 1932      | 27 de Janeiro de 1934   | |
| 14                                               | Nikola Uzunović   | Nikola Uzunović                | 27 de Janeiro de 1934   | 22 de Dezembro de 1934  | |
| 15                                               | Bogoljub Jevtić   | Bogoljub Jevtić                | 22 de Dezembro de 1934  | 24 de Junho de 1935     | |
| 16                                               |                   | Milan Stojadinović             | 24 de Junho de 1935     | 5 de Fevereiro de 1939  | |
| 17                                               | Dragiša Cvetković | Dragiša Cvetković              | 5 de Fevereiro de 1939  | 27 de Março de 1941     | Condenado in absentia em 1945. |
| Governo em Exílio                                |                   |                                |                         |                         | |
| 18                                               | Dušan Simović     | Dušan Simović                  | 27 de Março de 1941     | 12 de Janeiro de 1942   | Chefe do Estado-Maior do Exército Real Iugoslavo. Tomou o poder por golpe militar. Após a invasão alemã, liderou o governo no exílio em Londres.                                              |
| 19                                               |                   | Slobodan Jovanović             | 12 de Janeiro de 1942   | 26 de Junho de 1943     | Considerado culpado por traição in absentia em 1946. |
| 20                                               |                   | Miloš Trifunović               | 26 de Junho de 1943     | 10 de Agosto de 1943    | |
| 21                                               | Božidar Purić     | Božidar Purić                  | 10 de Agosto de 1943    | 8 de Julho de 1944      | Manteve o posto simultaneamente com Josip Broz Tito. Governo alternativo reconhecido (o NKOJ) existente na Iugoslávia ocupada após 29 de novembro de 1943. Condenado à revelia em 1946.       |
| 22                                               | Ivan Šubašić      | Ivan Šubašić                   | 8 de Julho de 1944      | 29 de Janeiro de 1945   | Manteve o posto simultaneamente com Josip Broz Tito. Incorporado pela coalizão de governo em 2 de novembro de 1944, presido por Josip Broz Tito.                                              |
| 23                                               | Drago Marušič     | Drago Marušič                  | 29 de Janeiro de 1945   | 7 de Março de 1945      | |
| Na República Socialista Federativa da Iugoslávia |                   |                                |                         |                         | |
| 24 (1)                                           |                   | Josip Broz Tito                | 29 de Novembro de 1943  | 29 de Junho de 1963     | Manteve o posto simultaneamente (como chefe do NKOJ), primeiro com Božidar Purić e depois com Ivan Šubašić. Liderou o governo de coalizão conjunto.                                           |
| 25 (2)                                           |                   | Petar Stambolić                | 29 de Junho de 1963     | 16 de Maio de 1967      | |
| 26 (3)                                           |                   | Mika Špiljak                   | 16 de Maio de 1967      | 18 de Maio de 1969      | |
| 27 (4)                                           |                   | Mitja Ribičič                  | 18 de Maio de 1969      | 30 de Julho de 1971     | |
| 28 (5)                                           |                   | Džemal Bijedić                 | 30 de Julho de 1971     | 18 de Janeiro de 1977   | Morreu no cargo. |
| 29 (6)                                           |                   | Veselin Đuranović              | 18 de Janeiro de 1977   | 16 de Maio de 1982      | |
| 30 (7)                                           |                   | Milka Planinc                  | 16 de Maio de 1982      | 15 de Maio de 1986      | |
| 31 (8)                                           |                   | Branko Mikulić                 | 15 de Maio de 1986      | 16 de Março de 1989     | Renunciou em 30 de dezembro de 1988, em meio a protestos generalizados. |
| 32 (9)                                           |                   | Ante Marković                  | 16 de Março de 1989     | 20 de Dezembro de 1991  | Último primeiro-ministro da Iugoslávia socialista. A Liga dos Comunistas da Iugoslávia foi dissolvida em Janeiro de 1990, Marković formou seu próprio partido, a União das Forças da Reforma. |
| N/A                                              |                   | Aleksandar Mitrović (interino) | 20 de Dezembro de 1991  | 14 de Julho de 1992     | Atuando primeiro-ministro, instalado pela Sérvia e Montenegro. |
| Na República Federal da Iugoslávia               |                   |                                |                         |                         | |
| 33 (1)                                           | Milan Panić       | Milan Panić                    | 14 de Julho de 1992     | 9 de Fevereiro de 1993  | |
| 34 (2)                                           | Radoje Kontić     | Radoje Kontić                  | 9 de Fevereiro de 1993  | 19 de Maio de 1998      | |
| 35 (3)                                           | Momir Bulatović   | Momir Bulatović                | 19 de Maio de 1998      | 4 de Novembro de 2000   | Renunciou em 9 de outubro de 2000, após a Revolução Bulldozer. |
| 36 (4)                                           | Zoran Žižić       | Zoran Žižić                    | 4 de Novembro de 2000   | 24 de Julho de 2001     | Renunciou em 29 de junho de 2001, em protesto contra a extradição de Slobodan Milošević para o TPII.                                                                                          |
| 37 (5)                                           | Dragiša Pešić     | Dragiša Pešić                  | 24 de Julho de 2001     | 7 de Março de 2003      | |
| Em Sérvia e Montenegro                           |                   |                                |                         |                         | |
| 38 (1)                                           | Svetozar Marović  | Svetozar Marović               | 7 de Março de 2003      | 3 de Junho de 2006      | Também foi chefe de Estado como Presidente da Sérvia e Montenegro (gabinetes unidos). |